# Bunești (Brașov)
Bunești é uma comuna romena localizada no distrito de Brașov, na região de Transilvânia. A comuna possui uma área de 149.10 km² e sua população era de 2521 habitantes segundo o censo de 2007.